# Archive.today
Archive.today é um site de arquivamento de financiamento privado, com centro de processamento de dados localizado na Europa, em Nord-Pas-de-Calais, França. Anteriormente chamava-se archive.is.
É preciso um snapshot de uma página web para ela ficar sempre on-line, mesmo que a página original desapareça. O site salva um texto e uma cópia gráfica da página para uma melhor precisão e fornece um link curto e confiável para um registro inalterável de qualquer página da web.